# Selma Engel-Wijnberg
Selma Engel-Wijnberg, nascuda Saartje "Selme" Wijnberg (Groningen, Països Baixos, 15 de maig del 1922 - Branford, Estats Units, 4 de desembre del 2018) fou una dona supervivent de l'Holocaust jueu. Va ser una de les úniques dues dones que va sobreviure al camp d'extermini de Sobibor.
Engel-Wijnberg va fugir durant la revolta del camp el 1943, es va amagar a Polònia, i va emigrar als Estats Units després de passar per Israel. Va tornar a Europa per a testificar contra els criminals de guerra del camp de Sobibor, i el 2010 va tornar als Països Baixos, on va ser nomenada Cavaller de l'orde d'Orange-Nassau per part del govern.
Selma Engel-Wijnberg va morir a Branford (Connecticut) el 4 de desembre del 2018 a l'edat de 96 anys.

## Biografia
Wijnberg va néixer en el si d'una família jueva a Groningen, al nord dels Països Baixos. Va créixer a Zwolle, on els seus pares tenien l'Hotel Wijnberg, i va assistir a l'escola local. Cinc dies abans que complís els 18 anys, el 10 de maig del 1940, Alemanya va envair els Països Baixos, i poc després va començar la persecució dels jueus. El setembre del 1942, la família Wijnberg va amagar-se a Utrecht, i després a De Bilt.
En la clandestinitat, va utilitzar el nom Greetje van den Berg. Les forces nazis la van atrapar el 18 de desembre del 1942, i dos mesos després la van transferir al camp de Vught, després al camp de Westerbork i, finalment, la van deportar al camp d'extermini de Sobibor el 9 d'abril del 1943, juntament amb altres 2019 homes, dones i infants jueus.
Wijnberg va sobreviure a la primera selecció de presoners, i la van assignar a la unitat de treball del camp Lager II. Allà, la van obligar a ordenar la roba de les víctimes de les cambres de gas perquè les poguessin enviar als civils alemanys, dissimulades com a donacions benèfiques.
Als barracons del camp va conèixer el seu futur marit, Chaim Engel, un jueu polonès sis anys més grans que ella i amb qui s'entenien en alemany. Ell la va ajudar a sobreviure, amagant-la i tenint-ne cura quan va contraure el tifus.
Durant la revolta del camp de Sobibor el 14 d'octubre del 1943, Wijnberg i Engel van poder escapar junts del camp després que el que seria el seu marit apunyalés un guarda nazi. Tots dos van escapar-se sota les bales i van amagar-se al bosc, abans d'amagar-se durant nou mesos a les golfes d'un graner.
Amb la retirada de l'exèrcit nazi de Polònia per la pressió de l'exèrcit soviètic, el juliol del 1944, van poder sortir del seu amagatall. Selma Wijnberg ja estava embarassada. La parella es va casar i va travessar Polònia i Ucraïna, va viatjar fins a Marsella en vaixell. Durant el viatge, el seu primer fill, Emiel, va néixer i va morir.

## Després de la Segona Guerra Mundial
Acabada la guerra, la parella va tornar a casa dels pares de Selma, a Zwolle, on es van tornar a casar. La policia va decidir que, en casar-se amb un ciutadà polonès, la dona havia perdut la nacionalitat, i, davant la impossibilitat de retornar-los a Polònia, va estar a punt d'enviar-los a un camp de refugiats, tot i que finalment no ho van fer perquè el camp era ple i perquè Selma havia nascut als Països Baixos.
Mentre va viure a Zwolle, la parella va tenir dos fills més, un nen i una nena, van fundar una fàbrica de teixits de vellut i una botiga de moda. Tot i això, el tracte donat per les autoritats dels Països Baixos van fer-los decidir a migrar a Israel el 1951. Engel no va acabar de sentir-s'hi còmode i el 1957 van marxar als Estats Units, on es van instal·lar a Branford, Connecticut.
El 12 d'abril del 2010, el ministre holandès Ab Klink li va demanar disculpes en nom del govern pel tracte rebut després de la guerra, durant una cerimònia al camp de Westerbork. Tot i no acceptar la disculpa, Engel-Wijnberg sí que va acceptar la condecoració com a cavaller de l'Orde d'Orange-Nassau. Era el primer cop que tornava als Països Baixos des que n'havia emigrat el 1951.
El seu marit, Chaim Engel, va morir a Branford, Connecticut, el 2003. Selma Engel-Wijnberg va morir també a Branford el 4 de desembre del 2018, a l'edat de 96 anys.

## Aparicions als mitjans
- Engel-Wijnberg va ser interpretada per Ellis van Maarseveen en la pel·lícula britànica Escape from Sobibor del 1987.
- Ad van Liempt va escriure el 2010 la biografia d'Engel-Wijnberg, titulada "Selma: De vrouw dau Sobibor" ("Selma: la dona que va sobreviure a Sobibor").
- Van Liempt també va fer un documental sobre Engel-Wijnberg per la televisió neerlandesa NOS el 2010.[13]
- Selma Engel-Wijnberg va aparèixer explicant la seva experiència a Sobibor al documental de National Geographic "Nazi Death Camp: The Great Escape" el 2014.[14]